# Volt Europa
Volt Europa, o simplemente Volt, es un movimiento político paneuropeo. Apuesta por un marco europeo para afrontar los desafíos actuales y futuros en vez del marco establecido por los partidos de ámbito nacional, a los que considera «impotentes» en este sentido, definiéndose en su primera asamblea general en octubre de 2018 como un «partido transnacional».
Tiene cinco eurodiputados en el Parlamento Europeo, tres por Alemania y dos por Países Bajos, adscritos al Grupo de Los Verdes/Alianza Libre Europea; un diputado en la Cámara de Representantes de Chipre; al igual que dos representantes en la Cámara de Representantes de los Países Bajos y en el Senado de los Países Bajos. También tiene varios cargos electos en diversas instituciones regionales y locales de Alemania, Bulgaria, Italia, Países Bajos y Portugal. 
Su origen se remonta a marzo de 2017, cuando fue fundado a raíz de la salida del Reino Unido de la Unión Europea (brexit) tras la activación del artículo 50 por parte del Gobierno británico.

## Historia

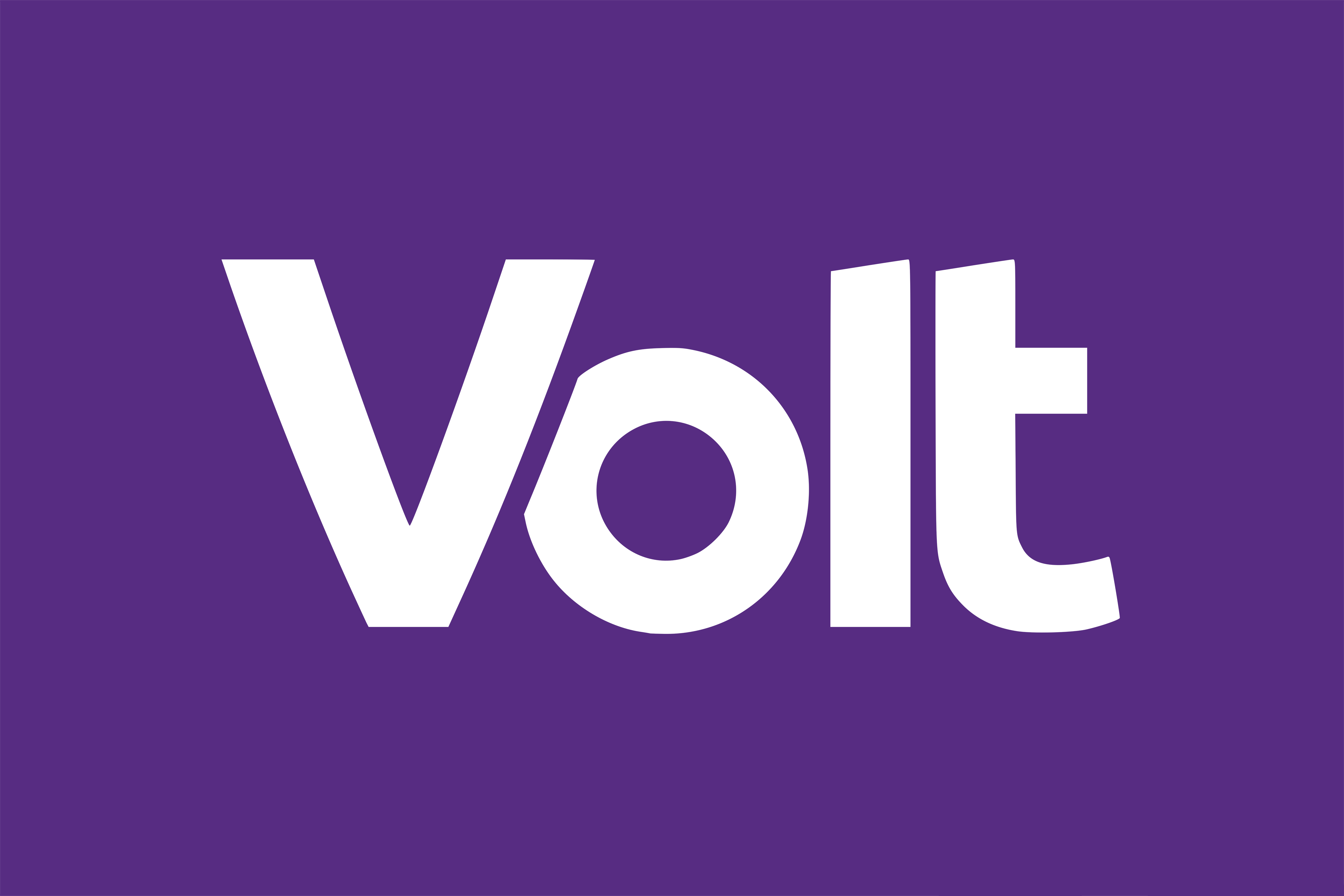
Bandera de Volt.

Volt Europa fue fundado el 29 de marzo de 2017 por Andrea Venzon, junto a Colombe Cahen-Salvador y Damian Boeselager. Según los fundadores, crearon el partido como reacción al creciente populismo y el brexit. En marzo de 2018, se fundó la primera filial nacional en Hamburgo, Alemania. La filial con más miembros es Italia, el país natal del milanés Andrea Venzon. Volt ahora tiene un movimiento nacional en cada estado miembro de la Unión Europea.
Volt Europa se constituyó como una asociación sin ánimo de lucro en Luxemburgo con el nombre de Volt Europa. Hoy en día, el movimiento cuenta con más de 25 000 miembros en más de 30 países europeos. Alrededor del 70 % de los miembros actuales no han sido políticamente activos antes de unirse a Volt.
Del 27 al 28 de octubre de 2018, Volt Europa celebró la Asamblea General de Ámsterdam, presentando también el programa de la Declaración de Ámsterdam para el Parlamento Europeo.
Del 22 al 24 de marzo de 2019, Volt Europa acogió su primer Congreso Europeo en Roma, presentando a sus candidatos para la elección del Parlamento Europeo 2019. Algunos de los oradores fueron:
- Paolo Gentiloni, ex primer ministro de Italia y presidente del Partido Democrático Italiano.
- Emma Bonino, senadora del Parlamento de la República Italiana, ex comisaria europea de Salud y Política de Consumidores, exdiputada del Parlamento Europeo y exministra del Gobierno de Italia.
- Enrico Giovannini, exministro del Gobierno de Italia.
- Marcella Panucci, directora general de Confindustria.
- Sandro Gozi, presidente de la Unión de Federalistas Europeos.
- Antonio Navarra, presidente del Mediterranean Center for Climate Change.

## Ideología
Económicamente, Volt Europa apoya la digitalización, la inversión en la economía verde y azul, la lucha contra la pobreza y la desigualdad (también con el establecimiento de un salario mínimo europeo), un sistema fiscal europeo más unificado y las asociaciones público-privadas para reactivar el crecimiento económico y reducir el desempleo; también apoya inversiones sólidas en políticas de bienestar, en particular relacionadas con la educación y la salud.
Socialmente, Volt apoya las instancias de anti-sexismo, antirracismo LGBT+ y el sincretismo político. 
Institucionalmente, apoya la reforma de la Unión Europea: una gestión común de los fenómenos migratorios, un ejército europeo y eurobonos. En los informes de los medios de comunicación, se describe a la organización con el objetivo de fomentar la democracia a nivel de la UE. Destaca la importancia de una voz europea unida que se escuche en el mundo. Además, apoya la idea de una Europa federal con un Parlamento Europeo fuerte en el que los ciudadanos se conviertan en el centro mismo de la democracia europea.
Volt se distingue de otros movimientos proeuropeos como Pulse of Europe o la Unión de Federalistas Europeos, ya que pretende participar en las elecciones europeas, locales y nacionales a través de sus organizaciones subsidiarias en los Estados miembros de la UE. Su primer objetivo importante fueron las elecciones al Parlamento Europeo en mayo de 2019. En este sentido, Volt Europa es un partido transnacional y podría describirse como un apoyo a la noción de democracia.
El partido está presente en los 27 miembros de la Unión Europea así como otros países como Albania y Reino Unido. En marzo de 2021 consigue entrar por primera vez (y la primera vez de un partido pan-europeo) en un parlamento nacional, esto ocurre en Países Bajos. También es un impulsor de 'Rejoin EU' un partido que se pone como meta hacer reformas en el Reino Unido para su readhesión en la Unión Europea.

## Copresidentes de Volt Europa
De acuerdo con los estatutos de Volt, los copresidentes al igual que el resto de cargos de la Junta Directiva serán elegidos por un mandato que durara dos asambleas anuales, no incluyendo la asamblea en la que son elegidos. 
Los copresidentes pueden ser nombrados por un máximo de dos mandatos sucesivos y no pueden ser de la misma nacionalidad ni haber sido miembros legales del mismo partido afiliado miembro durante el período de dos años anteriores a su elección.
| Mandato                 | Mandato                 | Nombre                     | Partido afiliado  | N.º Mandatos |
| Inicio                  | Final                   | Nombre                     | Partido afiliado  | N.º Mandatos |
| ----------------------- | ----------------------- | -------------------------- | ----------------- | ------------ |
| 2017                    | 2019                    | Andrea Venzon              | Volt Italia       | 1.º          |
| 2017                    | 2019                    | Damian Boeselager          | Volt Alemania     | 1.º          |
| 2019                    | 18 de octubre de 2021   | Valerie Sternberg          | Volt Alemania     | 1.º          |
| 2019                    | 18 de octubre de 2021   | Reinier van Lanschot       | Volt Países Bajos | 1.º          |
| 18 de octubre de 2021   | 27 de noviembre de 2023 | Reinier van Lanschot       | Volt Países Bajos | 2.º          |
| 18 de octubre de 2021   | 27 de noviembre de 2023 | Francesca Romana D'Antuono | Volt Italia       | 1.º          |
| 27 de noviembre de 2023 | Actualidad              | Francesca Romana D'Antuono | Volt Italia       | 2.º          |
| 27 de noviembre de 2023 | Actualidad              | Mels Klabbers              | Volt Países Bajos | 1.º          |

## Alemania
«Volt Deutschland» es el partido político registrado de Volt en Alemania desde 2018.
El programa de Volt Deutschland se basa en el programa transnacional de Volt Europa El enfoque inicial del programa se centra en cinco «pilares» con los que Volt Deutschland quiere tratar los problemas a nivel local, regional y nacional. Además, pretende aplicar una política global de reforma transnacional de la UE de acuerdo con los programas tanto de Volt Deutschland como de Volt Europa. El programa de Volt Deutschland para las elecciones europeas de 2019 es idéntico al de todas las demás secciones europeas. Fue adoptado como la «Declaración de Ámsterdam» por todas los capítulos de Volt en octubre de 2018.

### Elecciones europeas
En las elecciones europeas de 2019, "Volt Deutschland" obtuvo 248 824 votos, lo que equivale al 0,7 % del total de votos en Alemania. Como resultado, el candidato principal de Volt Deutschland, Damian Freiherr von Boeselager, ganó uno de los 96 escaños de Alemania en el Parlamento Europeo.

### Elecciones locales
Volt Deutschland ha obtenido escaños individuales en varios ayuntamientos. En las elecciones locales que tuvieron lugar el mismo día que las elecciones europeas de 2019, Volt obtuvo el 1,2 % de los votos en el Ayuntamiento de Maguncia, ganando 1 escaño. En las elecciones locales de 2020 en Baviera, el partido ganó un escaño en Bamberg y otro en Múnich. En Múnich, Volt pasó posteriormente a formar parte de la coalición de gobierno con los socialdemócratas. Ese mismo año, el partido ganó escaños en los ayuntamientos de Colonia, Bonn, Aquisgrán, Siegen, Münster, Düsseldorf y Paderborn. Volt tuvo un especial impacto en Colonia y Bonn, donde obtuvo alrededor del 5 % de los votos, lo que le valió cuatro y tres escaños respectivamente En marzo de 2021, el partido también ganó escaños en Darmstadt, Fráncfort, Wiesbaden, Fulda y Heusenstamm en las elecciones locales de Hesse de 2021 El 6,5 % de los votos en Darmstadt han sido el mejor resultado del partido hasta la fecha en un ayuntamiento alemán, ya que obtuvo 5 de los 71 escaños.

### Elecciones federales
En las elecciones federales de 2021, Volt obtuvo un 0,40 % de los votos.
| Comicios | Votos circunscripciones | % de votos      | Votos lista   | % de votos | Diputados |
| -------- | ----------------------- | --------------- | ------------- | ---------- | --------- |
| 2021     | 78 339 (#12)            | \| \| 0,20 % \| | 165 474 (#13) | 0,40 %     | 0/736     |
|          | 0,20 %                  |                 |               |            |           |

## Austria
«Volt Österreich» está registrado como partido desde octubre de 2018. En abril de 2019, Volt Austria tenía alrededor de 100 miembros activos. El partido tenía previsto participar en las elecciones europeas de 2019, pero no consiguió reunir las 2600 firmas requeridas a tiempo y no se clasificó para la votación. El partido se presentó en dos circunscripciones en las elecciones estatales vienesas de 2020, obteniendo el 0,1 % en cada una, y el 0,01 % de los votos en todo el estado.

## Bélgica
«Volt Belgium/Belgique/België/Belgien» es el partido político registrado de Volt en Bélgica. Volt Bélgica fue el primer país en participar en las elecciones, cuando participaron en las elecciones locales belgas de 2018 en Ixelles, Etterbeek y también compartieron lista con el Partido Pirata local para Amberes.

### Elecciones europeas
Durante las elecciones al Parlamento Europeo de 2019, Volt participó en las elecciones flamencas, recibiendo el 0,48 % de los votos, lo que no fue suficiente para obtener un escaño.

### Elecciones locales
Volt Bélgica participó en las Elecciones Locales belgas de 2018 en Ixelles, obteniendo el 0,58 % del voto, Etterbeek, obteniendo el 1,53 % del voto y también compartieron lista con el Partido Pirata local para Amberes, obteniendo el 0,52 % del voto.

### Elecciones legislativas
En las elecciones federales belgas de 2019, Volt participó en la circunscripción de Amberes y recibió 1669 votos, lo que representa el 0,14 % de los votos en la circunscripción y el 0,02 % de los votos a nivel nacional.
|  | 0,02 % |

|  | 0,10 % |

## Bulgaria
«Волт България (Volt Bulgaria)» es el partido político registrado de Volt en Bulgaria desde 2018.

### Elecciones europeas
Durante las elecciones al Parlamento Europeo de 2019, el partido obtuvo el 0,18 % de los votos.

### Elecciones locales
Volt Bulgaria participó en las Elecciones Locales de Bulgaria de 2019, con la lista de la Coalición «Juntos por el Cambio», y obtuvo el 7,12 % de los votos en Haskovo, el 6,12 % en Rodopi, y el 6,39 % en Sopot, obteniendo un escaño en cada una de esas localidades.

### Elecciones legislativas

#### Abril de 2021
Volt Bulgaria participó en las elecciones legislativas búlgaras de abril de 2021 como parte de la coalición antigubernamental ISMV. La coalición obtuvo 14 escaños en el parlamento, ninguno de los cuales fue asignado a miembros de Volt.

#### Julio de 2021
Volt Bulgaria participó en las elecciones legislativas búlgaras de principios de julio de 2021 como parte de la coalición antigubernamental ISMV. La coalición ganó 13 escaños en el parlamento, ninguno de los cuales fue asignado a miembros de Volt.

#### Noviembre de 2021
Volt Bulgaria participó en las elecciones legislativas búlgaras de noviembre de 2021 como parte de la coalición electoral Continuamos el Cambio (PP) dirigida por Kiril Petkov y Asen Vasilev, exministros interinos de Economía y Finanzas, respectivamente. La coalición ganó 67 escaños en el parlamento, dos de los cuales se asignaron a miembros de Volt. Esto convirtió a Volt Bulgaria en el segundo partido de Volt Europa en ingresar a una legislatura nacional después de Volt Países Bajos.

#### 2022
Volt Bulgaria participó en las elecciones legislativas búlgaras de 2022 como parte de la coalición electoral Continuamos el Cambio (PP). La coalición ganó 53 escaños en el parlamento, dos de los cuales se asignaron a miembros de Volt.

#### 2023
Volt Bulgaria participó en las elecciones legislativas búlgaras de 2023 como parte de la coalición electoral Continuamos el Cambio (PP), que se presentó en conjunción con la coalición electoral Bulgaria Democrática (DB). La coalición del PP–DB ganó 64 escaños en el parlamento, uno de los cuales se asigno a un miembro de Volt.

### Resultados
|  | 4,65 % |

|  | 4,95 % |

|  | 25,32 % |

|  | 20,20 % |

|  | 24,54 % |

|  | 13,92 % |

## Chipre
«Βολτ Κύπρος (Volt Chipre)» se registró como partido político el 3 de diciembre de 2023.Previamente Volt había estado activo en Chipre a través de un memorándum de entendimiento con el partido Nueva Ola - El otro Chipre firmado el 4 de noviembre de 2021. En el memorándum se acordó la cooperación entre los partidos y finalmente unirse en un único partido, después de las elecciones presidenciales de 2023, Nueva Ola se cambió el nombre por Nueva Ola || Volt Chipre - El otro Chipre. 
El 26 de octubre de 2023, Volt conjuntamente con Nueva Ola y Famagusta for Cyprusanunciaron que se unian como un único partido bajo las siglas de Volt Chipre.El 27 de noviembre la diputada independiente Alexandra Attalides anunció que se unia al partido y el 3 de diciembre con la celebración de la conferencia fundacional del partido en la que se adoptarón los estatus del mismo, Attalides y Charilaos Velaris fueron elegidos copresidentes del partido. Al igual que Hulusi Kilim, un Turcochipriotas, fue elegido Secretario General del partido, siendo el primer Turcochipriotas en ocupar el cargo más alto de un partido activo en la República de Chipre.

### Elecciones presidenciales

#### 2023
En las elecciones elecciones presidenciales de 2023 el partido afialiado a Volt,  Nueva Ola - El otro Chipre se presenta a las elecciones con su candidato Constantinos Christofides obteneindo un total de 6,326 votos, un 1,59% del voto en la primera vuelta y no pasando a la segunda vuelta.

#### Resultados
| Año  | Candidato                 | Primera vuelta | Primera vuelta  | Segunda vuelta | Segunda vuelta | Resultado | Notas |
| Año  | Candidato                 | Votos          | %               | Votos          | %              | Resultado | Notas |
| ---- | ------------------------- | -------------- | --------------- | -------------- | -------------- | --------- | ----- |
| 2023 | Constantinos Christofides | 6 326 (#6)     | \| \| 1,59 % \| |                |                | No electo |       |
|      | 1,59 %                    |                |                 |                |                |           |       |

### Elecciones legislativas

#### 2021
A pesar de que Volt Chipre no existía, uno de los partidos que posteriormente formó parte de la creación del partido Famagusta for Cyprus participó en las elecciones obteniendo 5,596 votos, el 1,56% de los votos y sin obtener representación, al igual que la futura copresidenta del partido Alexandra Attalides fue elegida diputada a la cámara de representantes por el distrito de Nicosia con el Movimiento de Ecologistas - Cooperación Ciudadana.

## Dinamarca
«Volt Danmark», se fundó el 21 de julio de 2018 Actualmente, el partido está recogiendo firmas para las elecciones locales de 2021. El objetivo es colocar candidatos proeuropeos en todas las ciudades importantes. Su objetivo es presentar candidatos en las principales ciudades.
Para poder presentarse a las elecciones nacionales, que se celebrarán como muy tarde en 2023, el partido necesita 21 000 firmas electrónicas. Para presentarse a las elecciones europeas de 2024, el partido necesita reunir 71 000 firmas electrónicas.

## España
Volt se registró como partido político con el nombre de Volt España y la sigla VOLT en el Registro del Ministerio del Interior  el 25 de enero de 2019.
La media de edad de Volt en España está por debajo de los 35 años y sus copresidentes son Rachele Arciulo y Farhad Djamchidi Buley.

### Programa electoral
En su programa, el partido aboga firmemente por el federalismo europeo con el objetivo de un Estado federal europeo. Volt considera que la estrecha cooperación europea es una necesidad central para afrontar con éxito retos como la digitalización, la lucha contra el cambio climático y la desigualdad social. Otras exigencias del partido son una mayor transparencia en la política y una mejora de la administración pública, que debe digitalizarse y construirse con software de código abierto. El género, la religión o el origen no deben influir en el estatus social.
Junto a esto, Volt aboga por el fin de las corridas de toros en España, las restricciones a la caza y la configuración de una agricultura más sostenible con una política alimentaria común europea para evitar el desperdicio de alimentos y el daño medioambiental.

### Elecciones europeas

#### 2019
Durante las elecciones al Parlamento Europeo de 2019, el partido obtuvo 32 291 votos, el 0,15 % de los votos.

#### 2024
La candidata del partido para las elecciones al Parlamento Europeo de 2024 es Clara Panella Gómez. El partido obtuvo 22 020 votos, el 0,12 % de los votos.

### Elecciones generales
El partido no se ha presentado a ninguna elección general. Tenía previsto presentarse a las elecciones generales de España de 2023, pero el 9 de junio de 2023 anunciaron que no se presentarían citando el adelantamiento de los comicios como uno de los principales motivos. También anunciaron que trabajarían para presentarse a las elecciones al Parlamento Europeo de 2024.

### Elecciones municipales
Las elecciones municipales de 2023 fueron las primeras en las que Volt presentó una lista municipal, por el municipio de Amoeiro, Orense, Galicia. El resultado fue que el partido obtuvo la sexta posición con un total de 74 votos y no consiguiendo representación en el municipio.

### Elecciones autonómicas

#### Madrid
El partido se presentó a las elecciones de la asamblea de Madrid de 2021, consiguiendo 1573 votos, el 0,04 % de los votos y no consiguió ningún diputado.
Durante las elecciones, un representante del partido político Vox advirtió de la confusión con su propio partido, ya que la colocación de las papeletas de voto una al lado de la otra pretendía, según él, causar confusión. Estas fueron las primeras elecciones a las que se presentó el partido desde las elecciones europeas de 2019. Entre los representantes del partido se encuentran César Vera Prieto presidente de la delegación madrileña

#### Andalucía
El partido se presentó a las elecciones al parlamento de Andalucía de 2022, pero solo presentó candidatos en la provincia de Málaga. Consiguiendo 904 votos, el 0,14% de los votos en Málaga y el 0,02% de los votos en toda Andalucía, sin conseguir ningún diputado.

#### Castilla y León
El partido se presentó a las elecciones a las cortes de Castilla y León de 2022, pero solo presentó candidatos en la provincia de Salamanca. Consiguiendo 273 votos, el 0,16 % de los votos en Salamanca y el 0,02 % de los votos en toda Castilla y León, sin conseguir ningún diputado.

#### Resultados
|  | 0,04 % |

|  | 0,02 % |

|  | 0,02 % |

## Francia
Volt France fue el 9.º en registrar el partido de Volt Europa.

### Elecciones europeas
El partido no pudo participar en las elecciones europeas de 2019 por falta de financiación. 

### Elecciones municipales
En 2020, Volt France participó en las elecciones municipales, presentándose como coalición con Los Verdes en Lille y recibiendo un 24,5 % en la primera vuelta, entrando en la segunda vuelta donde perdió por poco, recibiendo un 39,4 %, como coalición con «100% citoyens» en Lyon y recibiendo un 3,4 % y un 1,6 % en dos distritos, y presentándose en solitario en el 9.º distrito de París donde recibió un 0,5 % en la primera vuelta.

### Elecciones regionales
Volt participó en las elecciones regionales de 2021 en la región de Isla de Francia con una lista compuesta por Volt, Pace, Nous Citoyen y A Nous al Démocatie y obtuvo el 0,17 %. En la región de Altos de Francia, la lista conjunta de Pace, Volt, Allons Enfants y Nous Citoyens alcanzó el 0,5%. En ambas regiones la candidatura no llegó a la segunda vuelta.
En Bretaña, Volt presentó una lista conjunta de LREM, TdP, MoDem, UDI, Agir y Volt, que obtuvo un 15,53% en la primera vuelta, un 14,75% en la segunda vuelta y 9 escaños, pero ninguno de los cuales fue para Volt.
El partido también participó en las elecciones departamentales en Estrasburgo 1 (1,16%) y en Aix-en-Provence-2 (0,59%).

#### Resultados
|  | 0,17 % |

|  | 0,50 % |

|  | 15,53 % |

|  | 14,75 % |

## Grecia
«Βολτ Ελλάδας (Volt Grecia)» se fundó en 2018. El 4 de octubre de 2022, el partido se registró oficialmente, convirtiéndose en el 18.º partido registrado de Volt Europa.
En diciembre de 2022, Volt participó en la fundación de la alianza Prasino+Mov «ΠΡΑΣΙΝΟ y ΜΩΒ (Verde y Púrpura)» junto con los partidos Verdes Ecologistas, Partido Pirata de Grecia, Partido por los Animales y el movimiento ecofeminista Kyklos.
El 12 de julio de 2023, Volt anunció su decisión de abandonar la alianza Prasino+Mov.

### Elecciones generales

#### Marzo de 2023
El partido planeaba participar en las elecciones parlamentarias de mayo de 2023 con la alianza Prasino+Mov, pero fueron descalificada de las elecciones por el Tribunal Supremo por falta de los documentos requeridos.

#### Junio de 2023
En las elecciones parlamentarias de junio de 2023, la alianza Prasino+Mov fue admitida en las urnas y participó con 259 candidatos en 59 distritos electorales (51 de Volt), lo que marcó la primera participación de Volt en una elección en Grecia. La alianza logró el 0,31% de los votos, sin conseguir representación en el parlamento Helénico.
| Comicios  | Resultados coalición      | Resultados coalición      | Resultados coalición      | Diputados Volt            | Notas                                       |
| Comicios  | Votos                     | %                         | Diputados Totales         | Diputados Volt            | Notas                                       |
| --------- | ------------------------- | ------------------------- | ------------------------- | ------------------------- | ------------------------------------------- |
| Mayo 2023 | Candidatura descalificada | Candidatura descalificada | Candidatura descalificada | Candidatura descalificada | Integrado en la candidatura de Prasino+Mov. |
| Jun. 2023 | 15 911                    | \| \| 0,31 % \|           | 0/300                     | 0/300                     | Integrado en la candidatura de Prasino+Mov. |
|           | 0,31 %                    |                           |                           |                           |                                             |

## Italia
«Volt Italia» es el partido político registrado de Volt en Italia. Sus Copresidentes son Gianluca Guerra y Eliana Canavesio.

### Elecciones europeas
Durante las elecciones al Parlamento Europeo de 2019, el partido no logró recolectar 150 000 firmas necesarias para presentarse.

### Elecciones municipales

#### 2020
El partido participó en las elecciones municipales de 2020 por los municipios de Bolzano, Cascina, Mantua, Matera, Senigallia, Trento, Venecia y Voghera en coalición con otros partidos. El partido consiguió 1 concejal en Mantua y 4 en Matera.

#### 2021
El partido participó en las elecciones municipales de 2021 por los municipios de Turín, Milán, Trieste, Bolonia, Roma, Varese, Isernia, Sesto Fiorentino, Pavullo nel Frignano, Roseto degli Abruzzi y Bettona. El partido consiguió 4 concejales en Isernia y 1 en Roma y Roseto degli Abruzzi. En otras ciudades, la coalición con la que se presentó Volt obtuvo representación, pero no Volt.

#### 2022
El partido participó en las elecciones municipales de 2022 por los municipios de Monza, Lissone, Verona, Parma, Messina, Padua, Lissone, Como, Catanzaro, Castiglione delle Stiviere, Lucca, Carrara, Leverano, Marcon, Palermo, Capua y Génova. El partido consiguió 1 concejal en Castiglione delle Stiviere, Génova y Leverano. En otras ciudades, la coalición con la que se presentó Volt obtuvo representación, pero no Volt.

#### Resultados generales
Todos los municipios donde Volt ha obtenido representación: 
|  | 23,03 % |

|  | 9,11 % |

|  | 22,16 % |

|  | 47,00 % |

|  | 100 % |

|  | 28,47 % |

|  | 4,47 % |

|  | 6,58 % |

|  | 1,97 % |

|  | 6,05 % |

|  | 9,59 % |

|  | 12,85 % |

|  | 6,31 % |

|  | 16,31 % |

|  | 46,65 % |

|  | 8,94 % |

|  | 11,23 % |

#### Resultados alcaldes
Todos los municipios donde el candidato a la alcaldía era miembro de Volt y ha pasado a segunda vuelta.
|  | 15,38 % |

|  | 43,44 % |

### Elecciones regionales

#### 2020
En enero de 2020, el partido participó por primera vez en unas elecciones, en las elecciones regionales de Emilia-Romana, obteniendo el 0,43 % de los votos y no consiguió representación.
En septiembre de 2020, el partido participó en las elecciones regionales de Toscana, en las que participó dentro de la lista electoral Svolta! y la alianza de la Coalición de centroizquierda, obteniendo el 0,32 % de los votos y sin representación. También participó en las elecciones regionales de Apulia, en las que participó dentro de la lista electoral Futuro Verde y la alianza de Coalición Italia Viva, obteniendo el 0,11 % de los votos y sin representación. Además participó en las elecciones regionales de Véneto, en las que participó dentro de la lista electoral Más Véneto en Europa – Volt y la alianza de Coalición de centroizquierda, obteniendo el 0,69 % de los votos y sin representación

#### 2023
En febrero de 2023, el partido participó en las elecciones regionales de Lacio, en las que participó dentro de la lista electoral Más Europa – Radicales Italianos – Volt y la alianza de la Coalición de centroizquierda, obteniendo el 0,96 % de los votos y sin representación. También participó en las elecciones regionales de Lombardía, en las que participó dentro de la lista electoral Pacto cívico - Presidente Majorino y la alianza de Coalición de centroizquierda, obteniendo el 3,82 % de los votos y sin representación. 

#### Resultados
|  | 0,11 % |

|  | 0,43 % |

|  | 0,32 % |

|  | 0,69 % |

|  | 0,96 % |

|  | 3,82 % |

|  | 4,19 % |

|  | 1,13 % |

|  | 0,88 % |

### Elecciones generales
Volt Italia participó en las elecciones generales de Italia de 2022 como parte de la coalición del PD, la cual obtuvo 39 senadores y 69 diputados, ninguno de los cuales fue a miembros de Volt.
| Comicios | Lista electoral | Lista electoral | Lista electoral   | Diputados Volt | Notas                               |
| Comicios | N.º de votos    | % de votos      | Diputados Totales | Diputados Volt | Notas                               |
| -------- | --------------- | --------------- | ----------------- | -------------- | ----------------------------------- |
| 2022     | 5 356 180       | 19,07 %         | 69/400            | 0/400          | Integrado en la candidatura del PD. |

## Luxemburgo
Volt Luxembourg se fundó en 2019. Obtuvo alrededor del 2 % de los votos en las elecciones al Parlamento Europeo de 2019.

### Elecciones generales
En las elecciones generales de 2023, el partido presentó 23 candidatos en el distrito electoral del Sur y 3 candidatos en del Este. Obteniendo un total de 7,001 votos, el 0,19% de los votos y sin obtener representación.
| Comicios | N.º de votos | % de votos      | Diputados |
| -------- | ------------ | --------------- | --------- |
| 2023     | 7,001        | \| \| 0,19 % \| | 0/60      |
|          | 0,19 %       |                 |           |

## Malta
Volt Malta se fundó en 2020, aunque se registró como partido el 30 de abril de 2021. Esto lo convierte en el decimosexto representante nacional de Volt Europa registrado como partido.

### Elecciones generales

#### 2022
El partido disputó las elecciones generales de 2022. Thomas 'Kass' Mallia fue la primera mujer transgénero en participar en las elecciones generales de Malta y se presentó como candidata al partido en los distritos 10 y 11. A ella se unió la copresidenta del partido, Alexia DeBono, que se postuló en los distritos 8 y 9. Por lo tanto, el partido se postuló en 4 de los 13 distritos del país con 2 candidatos. En el período previo a las elecciones, el partido pidió a Malta que permitiera a los ciudadanos que viven en el extranjero votar a través de un embajada, consulado o por correo.Volt participó bajo el lema "Ivvota Aħjar. Ivvota Volt" (Vota Mejor. Vota Volt).
En vísperas de las elecciones, en el marco de la campaña #PolitikaOnesta (Política Honesta), Volt pidió a todos los candidatos que firmaran una declaración de no conceder favores a cambio de votos en las elecciones. Además de los candidatos de Volt, los candidatos del ADPD y el candidato independiente Arnold Cassola firmaron la declaración, al igual que cinco candidatos de los dos partidos principales, dos del Partit Laburista y tres del Partit Nazzjonalista.
El partido obtuvo 382 votos, el 0,13% de los votos y sin obtener representación.
| Comicios | N.º de votos | % de votos      | Diputados |
| -------- | ------------ | --------------- | --------- |
| 2022     | 382          | \| \| 0,13 % \| | 0/79      |
|          | 0,13 %       |                 |           |

## Países Bajos
«Volt Nederland» es el partido político registrado de Volt en los Países Bajos y fue fundado el 23 de junio de 2018 en Utrecht. Su presidente es Laurens Dassen.

### Elecciones europeas
Durante las elecciones al Parlamento Europeo de 2019, el partido obtuvo 105 923 votos, el 1,9 % de los votos.

### Elecciones locales
Participó en las elecciones locales de Países Bajos de 2022, consiguiendo el 0,75 % de los votos del país, en total 20 concejales, además de entrar en algunos gobiernos locales y representación en los siguientes municipios:
|  | 4,3 % |

|  | 5 % |

|  | 3,3 % |

|  | 4,6 % |

|  | 5,6 % |

|  | 4,9 % |

|  | 4,9 % |

|  | 4,8 % |

|  | 5,6 % |

|  | 3,7 % |

### Elecciones provinciales, colegios electorales y al Senado

#### Provinciales
| Comicios | N.º de votos | % de votos   | Diputados |
| -------- | ------------ | ------------ | --------- |
| 2023     | 232 984      | \| \| 3 % \| | 11/572    |
|          | 3 %          |              |           |

#### Colegios electorales
Solo se presentaron en el Colegio electoral de expatriados.
| Comicios | Expatriados  | Expatriados     | Expatriados | Todos los Colegios |
| Comicios | N.º de votos | % de votos      | Electores   | Todos los Colegios |
| -------- | ------------ | --------------- | ----------- | ------------------ |
| 2023     | 1,991        | \| \| 7,58 % \| | 2/25        | 2/44               |
|          | 7,58 %       |                 |             |                    |

### Senado
El número de votos son los votos de los diputados provinciales y representes de los colegios electorales. El peso del voto de cada elector es determinado por la población de la provincia o colegio electoral que el elector representa, con un ratio aproximadamente de 1 voto por cada 100 residentes.
En la votación para la elección de senadores por parte de los diputados provinciales y los colegios electorales, Volt obtuvo 2 senadores y un voto más del esperado por una diputada de GroenLinks–PvdA que voto por Volt.
|  | 2,27 % |

|  | 2,70 % |

### Elecciones generales
Volt se presentó a las elecciones generales de los Países Bajos de 2021, con Laurens Dassen encabezando la lista del partido. Volt obtuvo el 2,40 % de los votos, su mejor resultado nacional en unas elecciones hasta la fecha, y tres escaños, lo que supuso su primera entrada en una legislatura nacional.
|  | 2,40 % |

|  | 1,71 % |

## Portugal
«Volt Portugal» es un partido legalmente constituido en junio del 2020 después de presentar más de nueve mil firmas, necesarias para la legalización de un partido político en el país.
El presidente de Volt Portugal, Tiago Gomes, planeó inicialmente establecer los requisitos legales del partido antes de las elecciones en las Azores en otoño de 2020, un plan que tuvo que ser abandonado debido a la lentitud del proceso de aprobación por parte del Tribunal Constitucional.

### Elecciones generales

#### 2022
En las elecciones parlamentarias de Portugal de 2022, Volt Portugal participó por primera vez en unas elecciones nacionales, siendo elegible en 19 de los 22 distritos. El lema de la campaña es «Volt és tu» (Volt eres tú). El objetivo del partido era lograr la mayor cantidad de votos de los partidos no representados previamente en el parlamento y dos diputados. El partido obtuvo el 0,11 % de los votos y ningún diputado. El partido logró su mejor resultado en la circunscripción de los países extranjeros europeos. Después de que el 80,32 % de los votos en la circunscripción europea fueran declaradas nulas y una denuncia de Volt ante el Tribunal Constitucional, el Tribunal declaró inválida la elección en la circunscripción y ordenó una repetición.

#### 2024
En noviembre de 2023, Volt propuso a los partidos PAN, LIVRE e IL que formaran una alianza progresista conjunta para luchar contra el populismo en las elecciones parlamentarias anticipadas de 2024. Sin embargo, la iniciativa no fue retomada. En diciembre de 2023, el partido eligió su lista para las elecciones parlamentarias de 2024, con Inês Bravo Figueiredo y Luís Almeida Fernandes como principales candidatos. El lema de la campaña es "Volt, Paixão pelo bom senso" (Volt, Pasión por el sentido común) y el partido enfatiza la importancia de tomar medidas contra el creciente extremismo y populismo en la política portuguesa. El 13 de enero, el partido presentó su programa electoral. El partido se presentó en 20 de 21 distritos electorales.
En una entrevista con la agencia de noticias Lusa en febrero de 2024, la candidata principal Inês Bravo Figueiredo declaró que estaba dispuesta a apoyar una posible mayoría parlamentaria tanto de izquierda como de derecha, pero descartó cualquier colaboración con partidos populistas de derecha como Chega o los comunistas como el PCP y todos los partidos antieuropeos.

#### Resultados
|  | 0,11 % |

|  | 0,18 % |

### Elecciones municipales
En las elecciones municipales portuguesas de 2021, el partido participó en Lisboa, obteniendo el 0,58 % del voto, en Oporto, obteniendo el 0,42 % del voto, en Tomar, obteniendo el 1,36 % del voto, en Coimbra, obteniendo el 43,92 % del voto, y en Oeiras, obteniendo el 7,57 % del voto y ganando un concejal en Coimbra. El eurodiputado independiente Francisco Guerreiro apoyó al partido en las elecciones locales.
| Municipio | Lista electoral | Lista electoral | Lista electoral   | Diputados Volt | Notas                               |
| Municipio | N.º de votos    | % de votos      | Diputados Totales | Diputados Volt | Notas                               |
| --------- | --------------- | --------------- | ----------------- | -------------- | ----------------------------------- |
| Coimbra   | 26,916          | 40,28 %         | 15/33             | 1/33           | Con PSD, CDS-PP, NC, PPM, A y R.I.R |

## Suecia
«Volt Sverige» es el partido político registrado de Volt en Suecia. El partido obtuvo 146 votos en las elecciones al Parlamento Europeo de 2019.
| Comicios | N.º de votos | % de votos | Diputados |
| -------- | ------------ | ---------- | --------- |
| 2022     | 89           | 0,00 %     | 0/349     |

## Suiza
En Suiza, se realizan reuniones periódicas en Ginebra y Zúrich. Sin embargo, no está registrado como partido ni participa en las elecciones, en parte porque Suiza no es miembro de la Unión Europea.

## Reino Unido
«Volt UK» es el partido político registrado de Volt en el Reino Unido. El partido se registró en la Comisión Electoral en enero de 2020 y hace campaña a favor de la reincorporación del Reino Unido a la Unión Europea.

### Elecciones al parlamento escocés
El partido se presentó a las elecciones al parlamento escocés de 2021, en una lista conjunta con el partido Renovar en la cual dos candidatos eran de Volt. La lista conjunta obtuvo el 0,11 % de los votos y sin representación.
| Comicios | N.º de votos | % de votos | Diputados | Notas                         |
| -------- | ------------ | ---------- | --------- | ----------------------------- |
| 2021     | 493          | 0,02%      | 0/129     | En lista conjunta con Renovar |

### Elecciones generales
| Comicios | N.º de votos | % de votos | Diputados | Notas                                                 |
| -------- | ------------ | ---------- | --------- | ----------------------------------------------------- |
| 2024     | 267          | 0,001%     | 0/650     | Se presentó en los distritos de Newton Abbot y Stroud |

## Elecciones al Parlamento Europeo

### 2019
En Francia (no pudo recaudar 800 000 € en fondos para cumplir con el requisito legal de imprimir sus propias papeletas electorales), Italia (no pudo recolectar 150 000 firmas), Austria (no pudo recolectar 2600 firmas), Portugal (no pudo recolectar 7500 firmas), y Dinamarca (no pudo recoger un número de declaraciones de votantes correspondientes a al menos el 2 % de todos los votos válidos en las últimas elecciones generales).
|  | 0,67 % |

|  | 0,17 % |

|  | 0,48 % |

|  | 0,14 % |

|  | 2,11 % |

|  | 1,93 % |

|  | 0,0035 % |

|  | 0,57 % |

### 2024

Candidaturas de Volt en las elecciones al Parlamento Europeo de 2024
Con su propia candidatura
Como miembro de una coalición electoral

En las elecciones al parlamento europeo de 2024, Volt consiguió mejorar su resultado comparado con las anteriores elecciones al parlamento europeo de 2019. Hubo más partidos nacionales que consiguieron presentarse a las elecciones de 7 países en 2019 a 15 en 2024, además de obtener representación en Países Bajos por primera vez en unas elecciones europeas con 2 eurodiputados y mejorar su representación en Alemania, obteniendo 3 eurodiputados, haciendo un total de 5 eurodiputados de dos Estados miembros.
Volt no pudo presentarse a las elecciones en los siguientes países por falta de firmas:
- Austria, el partido ya había anunciado los candidatos Nini Tsiklauri (Exmiembro de NEOS) y Alexander Harrer.[203]
- Dinamarca, candidatos ya anunciados Jakob Overby Kirkegaard y Kathrine Richter.[204]
- Finlandia solo obtuvo 544 de las 5000 firmas requeridas.[205]

Además de las candidaturas de partidos nacionales, Volt presentó una ista transnacional de carácter meramente simbólico, encabezada por Sophie in 't Veld y Damian Boeselager, eurodiputados de Países Bajos y Alemania respectivamente.
|  | 2,6 % |

|  | 14,50 % |

|  | 0,86 % |

|  | 0,12 % |

|  | 1,04 % |

|  | 5,10 % |

|  | 0,24 % |

|  | 0,01 % |

|  | 1,29 % |

|  | 0,13 % |

|  | 0,26 % |

|  | 1,08 % |

|  | 24,08 % |

|  | 0,11 % |

|  | 0,33 % |

|  | 1,07 % |

## Imagotipo
El logo consta de las cuatro letras que forman Volt. Opcionalmente, el nombre está rodeado de estrellas que se asemejan a la bandera de la UE. El logo es unicolor (morado o blanco). Según indica el partido, busca representar los valores fundamentales del mismo, que serían el dinamismo, idealismo pragmático e integridad.